# Cova de l'Olla
La cova de l'Olla és un jaciment arqueològic al nord-oest de l'estat mexicà de Chihuahua, a 47 km al sud-oest de Nuevo Casas Grandes, a la rodalia del mas Ignacio Zaragoza.
El jaciment es troba dins a l'abric natural de la cova. Aquest lloc ha rebut aquest nom perquè té una estructura arredonida, semblant a una olla. És un graner (cuexomate) de grans dimensions; la seua forma recorda la d'un gran atuell. Alguns graners semblants s'han trobat en llocs dispersos en coves de la serra Madre Occidental. Una de les particularitats de la vall de las Cuevas és la presència d'un lloc on s'ha detectat una seqüència d'ocupació molt llarga. Ací visqueren grups humans que utilitzaven un ancestre de dacsa que es remunta aproximadament al 5500 ae. Durant l'hivern cru hi havia necessitat d'emmagatzemar aliments, per això construïren el graner que encara hi és dempeus, tot i que molt deteriorat.
Per visitar-lo es pren el camí de Casas Grandes a la Colònia Juárez; se segueix fins al mas d'Ignacio Zaragoza (el camí té trams d'una sola via). En arribar al mas es recorren dos quilòmetres fins al ranxo Casa Blanca; un quilòmetre després es troba la zona arqueològica –de les més antigues de l'estat de Chihuahua i de la República Mexicana–, a la cova de la Golondrina, a sols 400 m de la cova de l'Olla.

## Característiques constructives
- Portes en forma de T. En murs de tova; amples dalt i més estretes avall, amb poca alçada, un metre escàs. Segons una teoria, la silueta d'aquestes portes s'associa a la de les “cachinas” prehistòriques (esperits dels ancestres), representades al Sud-oest Americà.

- Murs. Construcció per un sistema de caixons. Usaven motles per buidar llot sense material orgànic, piconat. L'exterior era recobert amb arena, calç i pols de petxines, després era pintat de blau, verd i rosa. Sense fonamentació; els murs es desplantaven en clivells enfonsats de 25 cm. Per a diversos nivells, els murs es feien més amples, de fins a 1,40 m avall, i de 50 cm als nivells.

- Fogons i ventilació. S'usaven per a controlar la temperatura interior. La ventilació es feia en les portes, amb eixida de fum dels fogons: aquests eren de grandària proporcional a la de la cambra on s'usaven.

- Escales i rampes. Construïdes en les edificacions.

- Sistema d'aigua. Els “sistema de retenció d'aigua” es feia amb séquies, a través de terrasses i terraplens; prenia aigua dels rius, i es conduïa fins a la ciutat. Dins d'aquesta s'usaven canals rectangulars de pedra de 30 cm, per alimentar habitacions; tenien un dipòsit que filtrava l'aigua usada en banys de vapor. També hi havia un sistema de desguàs.

## El lloc
És un dels llocs més característics de la cultura paquimé. El conjunt té set habitacions construïdes dins la cova, on destaca un enorme graner de forma circular que des de lluny sembla una olla de grans dimensions, on s'emmagatzemava dacsa i carabasses.
Per a la construcció de les habitacions i el graner s'utilitzà tova colada; s'hi veu l'arquitectura típica dels paquimé, com les portes en forma de "T".
La cova no és massa profunda: l'entrada té aproximadament tres metres d'alçada.
El cuexcomate de la cova de l'Olla és important per la seua grandària (2,5 m de diàmetre i 3,55 d'altura), així com per la ubicació en el conjunt com a principal bé de la comunitat.
L'estructura té forma de fong i fou construïda amb palla seca, enrotllada per donar-li forma. S'hi degué emmagatzemar llavors d'amarant, te bord, carabassa i altres, en quantitats suficients per almenys 170 dies.Tenia un recobriment roig i negre amb dissenys autòctons: es pensa que invocaven la protecció d'aliments i la subsistència dels aproximadament 30 habitants, la qual cosa li conferia un caràcter cerimonial.
Té una obertura semicircular de 80 cm a la part superior, probablement era tapada amb palma i canyís; a les parets té clots per a traure i ficar grans, i ventilació. El tipus de llavors indica la característica agrícola dels habitants. Encastades a les parets hi ha set cambres d'argila, en esquadra. Les portes en forma de T, típiques de la cultura paquimé, estan mig enderrocades, tot i que és possible recrear-ne algunes íntegrament.
La cova degué servir de residència i té una petita cambra, dins d'un altra, probablement usada per alguna persona important. N'hi ha més coves amb restes prehistòriques, incloent la cova de la Golondrina, situada al mateix congost.